# Autoroute A 5
Die Autoroute A 5 ist eine 238 km lange Autobahn zwischen dem Pariser Straßenverkehrsring Francilienne und dem Plateau von Langres. Sie wurde ab 1990 gebaut, um Staus auf der A 6 zu vermindern und diese zu entlasten.
Auf der Autobahn wird Maut erhoben und sie wird von der Gesellschaft Autoroutes Paris-Rhin-Rhône (APRR) betrieben.
Folgende Europastraßen verlaufen entlang dieser Autobahn: E 54, E 17 und E 511. Vor Baubeginn der A 5 gehörte der Abschnitt zwischen Troyes und Langres zur A 26.

## Geschichte
- 1983: Inbetriebnahme des Abschnitts Abfahrt Beauchemin bis Semoutiers, als Teil der damaligen A 26
- 1990: Inbetriebnahme des Abschnitts Troyes-Semoutiers (77 km, auch unter dem Namen A 26)
- 1993: Inbetriebnahme des Abschnitts Melun-Sens mit einer Länge von 58 km
- 1993: Inbetriebnahme des fünf Kilometer langen Abschnitts zwischen dem Autobahnkreuz bei Sens (A 5 und A 19) und der N 6 (Nationalstraße 6), (zukünftige A 19, damals zur A 5 gehörig)
- 1994: Inbetriebnahme des Abschnitts Sens-Troyes (67 km)
- 1994: Inbetriebnahme der 16 km langen Verbindung in den Norden zur Francilienne (A 5b, künftig A 105)
- 1995: Inbetriebnahme des neun Kilometer langen Anschlusses an den Westen zur Francilienne (A 5a)

Die Bezeichnungen A 5a und A 5b werden heute noch genutzt.

## Projekt
Die Regierung gab grünes Licht für eine Fortsetzung der A 5 von Langres nach Mülhausen. Diese Strecke wird derzeit als A 319 geplant. Einen Teil der Kosten wird die neue Mautstation in Vesoul (Eröffnung 2018) einnehmen, den Rest des Abschnitts bezahlt der französische Staat. Sie wird als vierspurige Autobahn entlang der N 19 zur A 36 zwischen Belfort und Montbéliard gebaut werden.